# 苏格兰公司
苏格兰对非洲及印度贸易公司，也被称作苏格兰达连公司，曾是一家经由苏格兰王国议会法案批准，于1695年创立的海外贸易公司。该法案授予苏格兰公司垄断苏格兰于印度、非洲和美洲贸易的权力。与英格兰的特许公司的垄断权类似，苏格兰公司也享有特许的领土主权和缴税豁免权。
在公司成立的早年间，其一直被财务和政治问题所缠身。公司的管理层在地理上分成了爱丁堡和伦敦两派，两派当中都有苏格兰人和英格兰人。同时公司管理层在经营方向上也有分歧：一些人主张开展对印度和非洲海岸的贸易，以和英格兰的东印度公司竞争；另一方则支持威廉·佩特森的达连计划。最终达连计划占了上风。
1698年7月，公司组织了第一次开发行动，该行动由威廉·佩特森领导，旨在寻求在巴拿马地峡的达连建立殖民地，并以此作为连接欧洲与远东地区的贸易点。
虽然1200名苏格兰殖民者分乘五艘船成功在达连登陆，但是他们建立的定居点因为缺少补给而最终被废弃。随后，更大的第二次开发行动（在得知第一次开发行动的最终命运前已经开始了）在戈壁地区建立了定居点，但很快就被西班牙人包围了。超过1000名苏格兰公司的殖民者死于饥饿和疾病，1700年4月，两艘船载着剩下的少数幸存者返回了家乡。

## 公司建立
1696年6月26日，苏格兰议会通过了成立对非洲和印度贸易公司的法案，并依此建立了苏格兰对非洲及印度贸易公司。苏格兰公司的融资计划于1696年2月26日在爱丁堡展开，债券的面额从100到3,000磅不等。由于计划受欢迎，发行首日就被认购了69单，价值50,400磅。第二轮融资计划于3月5日至4月22日间在格拉斯哥展开，随后到1696年8月初到时候，公司募集到了计划的40,000磅资金。
当苏格兰公司开始组建的时候，是由当初的倡导者管理的，他们的主要任务是吸引投资。在募集到了计划的40,000磅资金后，苏格兰公司需要一个更专业的管理结构。1696年4月3日，公司出资人举行了一次会议，并从出资人中选举出了一个20人组成的委员会来与当初的计划倡导者讨论制定规范、章程。月中的时候，各方同意公司将会交由董事会和总委员会管理。董事会成员由选举产生，最多有50名成员组成，在选举中，每1,000磅股权兑换一张投票券。25名成员从出资人中选出，同时，这25名成员负责选出剩余的25名董事会成员。拥有1,000磅或以上股权的出资人有权参选。每名董事轮流担任召开董事会会议时的主席。首届董事会的25名成员于1696年5月22日由出资人选择产生。由于需要拥有至少1,000磅股权才可参选，所以总共1,320名出资人(1,267名个人出资人和53家机构出资人)中只有119名有资格成为董事。董事会成员均来自苏格兰富裕阶层，两人是贵族，八位成员是商人，还有15名成员是地主。不久之后，首届董事会任命威廉·佩特森和其他三人成为董事。自1696年7月起，董事会都是位于在爱丁堡特隆教堂对面，皇家一英里街上Milne Square的公司办公室开会。
总委员会是一个比董事会成员更多的机构，由董事会成员和其他非董事出资人的代表组成，每1,000磅股权设一位代表。董事会负责公司的日常运营，总委员会只用来讨论诸如增资、选举新董事会和分红等的重大议题。总委员会只在有需要的时候召开，因此会议是不定期的。

## 失败结局
开展达连计划这一冒险活动耗光了大约有苏格兰四分之一的流通资产，并在促成通过苏格兰王国和英格兰联合的1707年联合法令的过程中扮演重要角色。在一项政治协议中，新的联合政府同意支付解散苏格兰公司所需的资金，并依此作为服务英格兰国债和苏格兰过高税收的补偿。

## 船只
- 升阳号
- 圣安德鲁号 (1697) (a 56-gun, 350 ton East Indiaman built in Lübeck)
- 喀里多尼亚号 (1697) (a 56-gun, 350 ton East Indiaman built in Lübeck)
- 海豚号 (originally a French snow, the Royal Louis, bought by James Gibson in Amsterdam)
- 坚忍号 (a pink bought by Dr. John Munro in Newcastle upon Tyne)
- 独角兽号 (a 46-gun merchant vessel named the Saint Francis, bought by James Gibson in Amsterdam)

## 1696年5月董事会
- William Arbuckle - Glasgow merchant
- George Baillie of Jerviswood - Commissioner for Berwickshire
- James Balfour - Edinburgh merchant
- John Hamilton, 2nd Lord Belhaven and Stenton
- Robert Blackwood - Edinburgh merchant
- George Clark - Edinburgh merchant
- Adam Cockburn, Lord Ormiston - Lord Justice Clerk
- John Corse - Glasgow merchant
- Hew Dalrymple, Lord North Berwick
- John Drummond of Newton
- Lieutenant Colonel John Erskine
- John Haldane of Gleneagles
- William Hay of Drumelzier
- Sir John Home of Blackadder - Commissioner for Berwickshire
- James McLurg - Edinburgh merchant
- Sir John Maxwell of Pollock, 1st Baronet - Commissioner for Renfrewshire
- Francis Montgomerie of Giffen - Commissioner for Ayrshire
- Hugh Montgomery - Glasgow merchant
- Sir Archibald Muir of Thornton - Commissioner for Cupar
- James Pringle of Torwoodlee - Commissioner for Selkirkshire
- David Ruthven, 2nd Lord Ruthven of Freeland
- Sir Francis Scott of Thirlestane - Commissioner for Selkirkshire
- Sir Patrick Scott of Ancrum
- Sir John Swinton of that Ilk - Commissioner for Berwickshire
- William Wooddrop - Glasgow merchant

## Sources
- Refer: Papers Relating to the Ships and Voyages of the Company of Scotland Trading to Africa and the Indies, 1696-1707 edited by George Pratt Insh, M.A., Scottish History Society, Edinburgh University Press, 1924.